# Zieleniec (Kozienice)
Pour les articles homonymes, voir Zieleniec.
Zieleniec (prononciation : [ʑɛˈlɛɲɛt͡s]) est un village polonais de la gmina de Głowaczów dans le powiat de Kozienice de la voïvodie de Mazovie dans le centre-est de la Pologne.
Il se situe à environ 7 kilomètres à l'ouest de Głowaczów (siège de la gmina), 24 km à l'ouest de Kozienice (siège du powiat) et à 71 km au sud de Varsovie (capitale de la Pologne).

## Histoire
De 1975 à 1998, le village appartenait administrativement à la voïvodie de Radom.